# ببغاء بورتوريكو
ببغاء بورتوريكو أو (بالفرنسية: Amazone de Porto Rico)‏ هي الأنواع المستوطنة من الطيور في أرخبيل بورتوريكو في جنس الأمازون المدارية (الأمازون (vittata. وببغاء بورتوريكو هو ببغاء أخضر بجبهة حمراء وعينين مستديرتين بيضاء ذو قياس من 28 إلى 30 سم، انقرض منذ عام 1912. أقرب الأقارب لها يمكن أن تكون الكوبي الأمازون (الأمازون (leucocephala والأمازون هيسبانيولا (الأمازون البطنانية).تتكون من أنواع كثيرة منها: الأمازون الكوبي، البطنانية - الأمازون هيسبانيولا، collaria - الأمازون ساسابي، الأمازون الأخضر agilis -، الأمازون الأبيض واجهته albifrons -.
يصل ببغاء بورتوريكو مرحلة النضج الجنسي في سن ثلاث أو أربع سنوات. ويلد مرة واحدة في السنة، ويعيش في تجاويف.عند وضع الأنثى بيضها، تبقى في العش حتى مرحلة الفقس. ويتم تغذية الصغار بالدجاج من قبل كلا الوالدين وتأخذ أول رحلة لها 60 إلى 65 يوما بعد الفقس. قوة هذا الأمازون هي متنوعة وتشمل الزهور والفواكه والأوراق واللحاء والرحيق التي تم جمعها في المظلة.
هذا النوع هو النوع الأخير من الببغاء مهاجر إلى جزيرة بورتوريكو. فهي تحتل مرتبة من بين الأنواع المهددة بالانقراض من قبل الاتحاد الدولي لحفظ الطبيعة منذ عام 1994. سابقا، وقد انتشر هذا الطائر على مساحة واسعة، ولكن مع انخفاض عدد السكان بشكل حاد في القرنين التاسع عشر وأوائل القرن العشرين أدى إلى اختفاء جزء كبير من بيئتها. وقد اختفى هذا النوع من جزيرة بيكيس وجزيرة منى، وهو مهدد بالانقراض في الجزيرة الرئيسية من بورتوريكو. وقد بذلت جهود للحفاظ عليها في مكانها في عام 1968.

## وصف

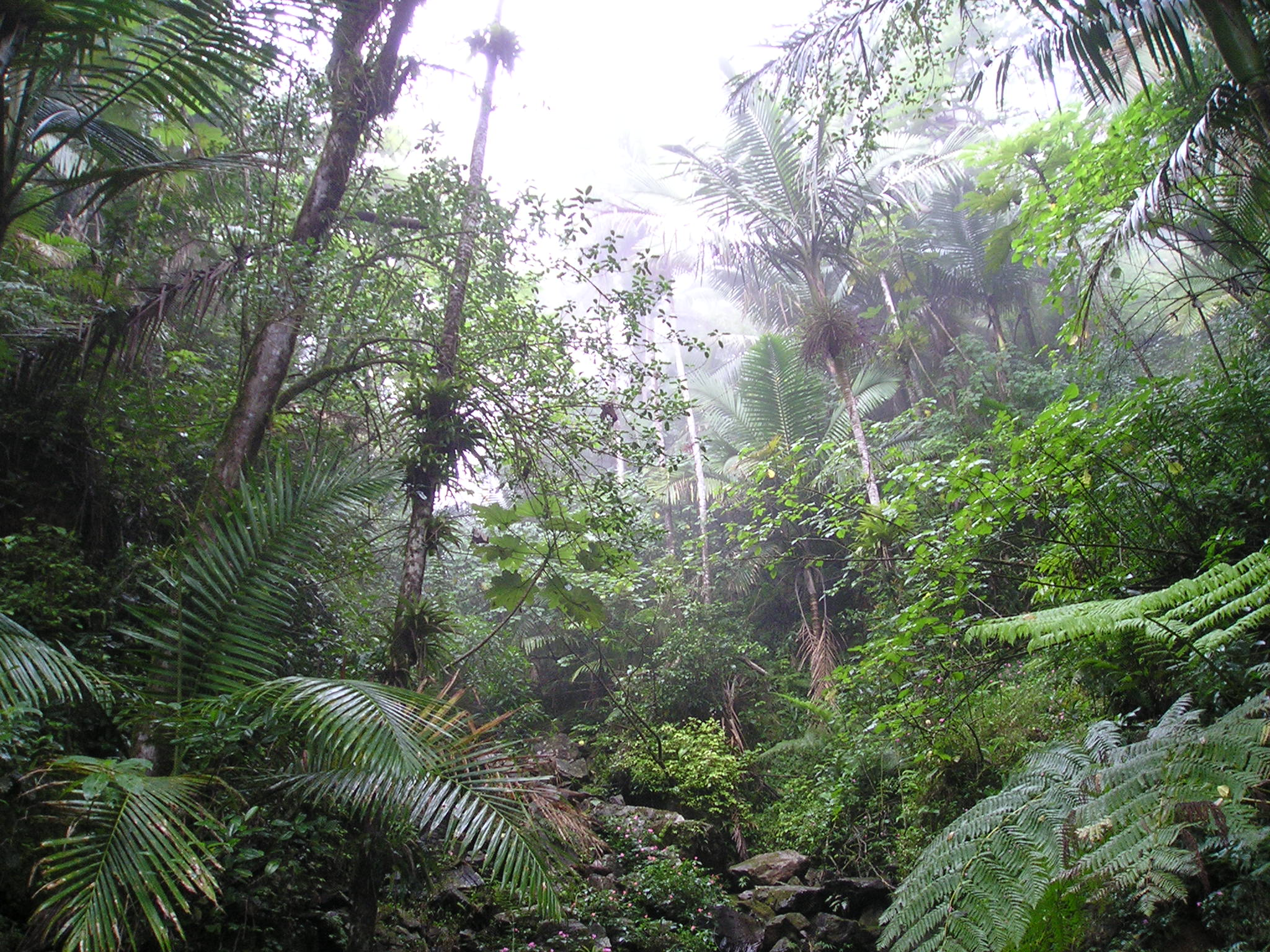

بورتوريكو ببغاء الطيران هي زرقاء لامعة من مميزاتها الريش، ذات قياس ما بين 28 و30 سم في الطول، وتزن في المتوسط بين 250 و300 غرام. انها صغيرة مقارنة مع أمازون بشكل عام، ولكن حجمها مماثلة لتلك التي من أمازون من جزر الأنتيل الكبرى على وجه الخصوص. هذه الأنواع لا تقدم ازدواج من الشكل الجنسي.(الذكور والإناث) تحتوي في أعلى الجسم ريش أخضر في الغالب، على الرغم من بعض الريش الأزرق.(الريش الابتدائية) وفي بعض الانواع يكون أزرق داكن. لون الريش من الجانب السفلي من الجسم هو متغير: الجانب السفلي من الأجنحة، والتي تظهر عندما يطير، أزرق لامع والجانب السفلي من الذيل أصفر مخضر. القزحيات هم البني، الأصفر الشاحب والساقين الصفراء. الذكور والإناث لا يمكن تمييزها من خلال أوجه الاختلاف في السلوك خلال موسم التكاثر إلا من خلال اختبار الحمض النووي.
بورتوريكو الببغاء هو نهاري ويبدأ عادة نصف الأعمال بعد ساعة من الشروق، وذلك باستخدام الريش الاخضر للتمويه. تكون في كثير من الأحيان صاخبة خارج العش.. ويمكن لهذه الطيور أن تطير بسرعة كافية لتصل إلى سرعة قصوى تصل إلى 30 كم / ساعة وتكون رشيقة بما فيه الكفاية للهروب من الحيوانات المفترسة.

## النظام الغذائي
يتكون من الزهور والفواكه والأوراق واللحاء والرحيق من المظلة. نحن نعرف 60 نوع من الأطعمة المختلفة التي تؤكل بشكل منتظم، على الرغم من أن نظامه الغذائي ربما كانت أكثر تنوعا في الماضي، عندما كان بيئتها أوسع. أنها تستهلك بما في ذلك نواة البذور قشرة المسابح (Prestoea المؤنف مونتانا)، وصمغ (Dacryodes excelsa) وMatayba domingensis والفواكه Marcgravia sintenisii، Miconia sintenisii من Clusier Gundlach وRheedia portoricensis، زهرة Marcgravia sintenisii، الخشب الضفدع (Alchornea latifolia) وPiptocarpha tetrantha وأوراق الشجر والأغصان Clusia clusioides، ماغنوليا الغار (البهية ماغنوليا) وMicropholis garciniaefolia وPiptocarpha tetrantha، النباح Marcgravia sintenisii من Clusia grisebachiana والقهوة البني (Psychotria berteriana) وبراعم البازلاء الحلوة (إنغا فيرا).

## استنساخ

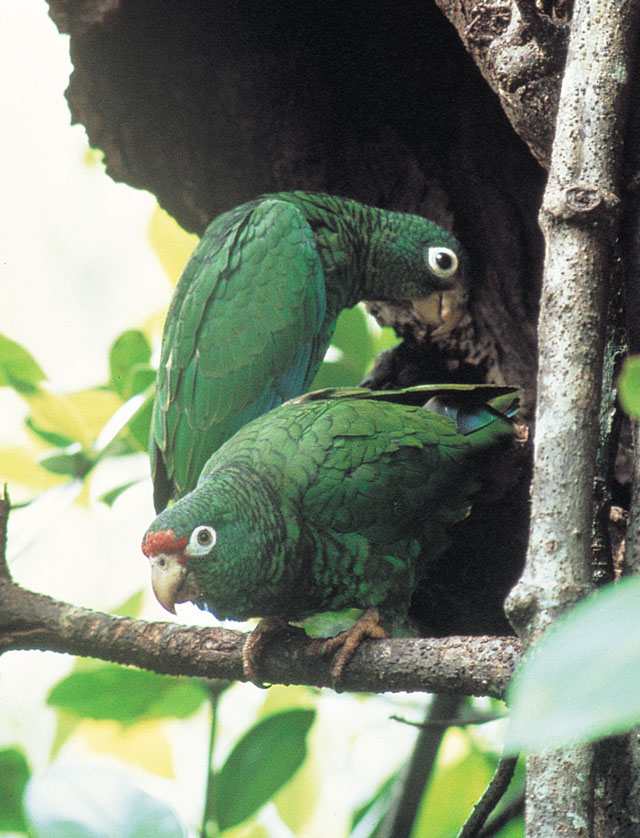

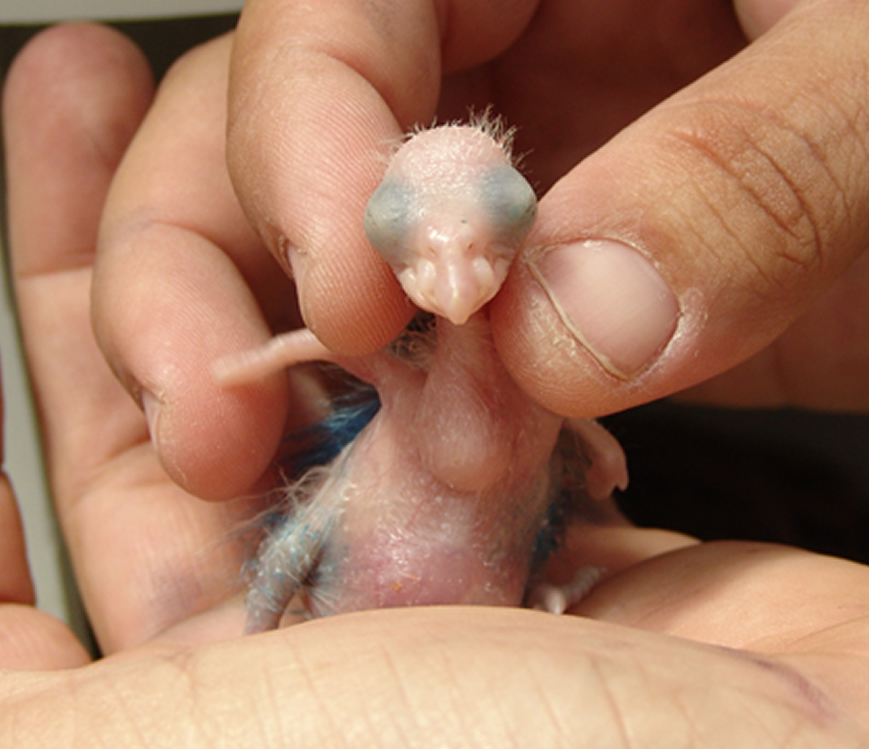

بورتوريكو الببغاء تصل مرحلة النضج الجنسي في سن 4 سنوات في البرية، و3 سنوات في الاسر. هذه الأنواع عموما تستنسخ مرة في السنة بين شهري يناير ويوليو (وهذا هو القول، خلال موسم الجفاف).بعد التزاوج تضع الأنثى 2-4 بيضات بيضاء وتحضن وحدها لمدة 24-28 يوما، والذكر يتواجد بالقرب من العش حتى يجلب كل ما تحتاجه. وبورتوريكو الببغاء هو قطعي في الأنشطة اليومية، الأزواج تعشش في منطقة عدم وجود الببغاوات الأخرى فهي متحدة تدافع عن مأواها بكل بسالة وفي الغالب يتم الدفاع عن الأراضي باستعمال صرخات مدوية.
التوزيع التاريخي للبورتوريكو الببغاء باللون الأحمر والتوزيع الحالي باللون الأخ.
كان هناك توزيع غير دقيق لهذه الأنواع قبل وصول المستوطنين الأسبان، وذلك بسبب نقص البيانات من هذه الفترة وإبادة قبيلة تاينو الأصلية، ولكن يبدو أن نهر الأمازون بورتو وكان ريكو في ذلك الوقت شائع جدا على نطاق واسع. مع احتمالية وجودها على بعض الجزر المجاورة مثل أنتيغوا، Barbuda أو الجزر Vierges.
ويقول بعض الخبراء أنهم كانوا أكثر من29 مليون، في حين أن آخرين يرون أنه كان يبلغ عدد سكانها أقل من 100000 فرد، وهذا الاختلاف راجع إلى النشاط البشري الذي يهدد في الواقع بورتوريكو الببغاء (الاصطياد) إضافة إلى الكوارث الطبيعية والأعاصير (إعصار هوغو) على سبيل المثال.أدت هذه العوامل إلى انخفاض حاد في عدد من الببغاوات، لكن في القرنين الماضيين ومع تطور الزراعة، وبناء الطرق ومرافق توليد الطاقة الكهرومائية واعتماد أمازون كملجأ للحيوانات الصغيرة. جعل تلك الببغاوات تتكاثر بسرعة لاستخدامها هذه المحاصيل كموارد غذائية.
في الأصل، هذه الأنواع تعيش في غابات ناضجة في بويرتو ريكو، في جميع الارتفاعات، ويمكن العثور عليها في الثقوب والصخور وغيرها من الموائل منخفضة الارتفاع. الأنواع يمكن أن تحدث في متوسط المستويات في Guajataca الوطنية وعلى ارتفاع أعلى في الغابة Carite ، وشوهدت الببغاوات متجهة إلى سواحل البر الرئيسى للجزيرة من وكويلو وCayey سييرا للعثور على الغذاءوالماء.